# Dukatalon
Dukatalon — израильское трио, играющее музыку в стиле дум/сладж-метал. Группа сформирована в Тель-Авиве, Израиль в 2007 году. Дукаталон записали и выпустили свой дебютный альбом Saved By Fear (Сбережённые Страхом) в 2009 году. В 2010-м, после подписания контракта с Relapse Records, альбом был переиздан.

## История

### Формирование и начало (2007—2008)
Группа была образована как сладж-метал трио в 2007 году вокалистом и гитаристом Цафриром Цори, барабанщиком Яривом Шило и басистом Каваном, музыкантами вышедшими из очень разных музыкальных стилей, ранее игравших в группах, направленности которых варьировали от чиллаут/эмбиент, кантри и блюза до пост-панка и тяжелого металла.
Музыканты сразу же начали активно выступать со свежим оригинальным материалом. В 2007 году группа выпускает одноимённый демо мини альбом, и регулярно играет на хардкор-панк и грайндкор сценах Тель-Авива. Активная концертная деятельность продолжается и в 2008-м.
14 июня 2008 года группа выступила вместе с Британской маткор/грайндкор группой Trencher, на «Фестивале Максимальной Боли», который состоялся в небольшом, но широко известном клубе «Патифон» в Тель Авиве, вместе с лучшими группами страны в жанрах панк, хардкор, грайндкор и маткор. После фестиваля Дукаталон улетает в США, где работает над записью альбома на Roco Studios в Индианаполисе, штат Индиана.

### Saved By Fear(2009 — по настоящее время)
В мае 2009 года группа отправилась в свой первый тур по Европе, после которого был выпущен дебютный альбом Сбережённые Страхом. Альбом выпускался группой самостоятельно и распространялся по всему миру посредством американского лейбла Sleeping Village Records, однако тираж альбома был небольшим. После выпуска альбома, басист Каван покидает группу. Его заменил Элия Гуэтта, которого в свою очередь сменил Лиор Майер. В 2010 году Дукаталон подписывает контракт с ведущим международным лейблом Relapse Records, и хотя группа не занимается активной деятельностью большую часть этого года, их альбом Сбережённые Страхом повторно выпущен Relapse Records 16 ноября, и 14 декабря того же года он появляется наiTunes.
В 2011 году Дукаталон активно выступает по всему Израилю, играя в основном в небольших клубах, вместе с такими группами, как Prey for Nothing (мелодик дэт метал), Chains of Past Decisions (пост-хардкор), Shreadhead (грув-треш метал), Dirk Diggler (грайндкор) и многими другими. 24 ноября 2010 года, Дукаталон открывает концерт Американского стоунер-рок трио Karma to Burn, в клубе Левонтин-7 в Тель-Авиве и сопровождает их в турне по Израилю.
5 сентября 2011 группа объявляет что отправится в студию для записи ещё одного кавера на песню «Mainline», в оригинале записанной классиками сладж-металла Buzzov*en, для международного проекта под названием «Hell Comes Home» (Ад Возвращается Домой). Ранняя запись этого кавера была включена в трибьют-компиляцию Buzzov*en ещё в 2007 году.
27 сентября 2011 года, басист Лиор Майер решает покинуть группу, что бы продолжить музыкальное образование за границей. Последний концерт с его участием проходит 12 октября 2011 года в клубе Levontin 7.
В январе 2012 года новым басистом группы становится Рой Бен Самуэль. Рой впервые выступает с группой 20 января 2012-го в легендарном андерграундном «Циммере» в Тель-Авиве.
В 2013 году музыканты работают над новым материалом и дают концерты в Тель-Авиве, Иерусалиме и Хайфе.
В 2014 году группа начинает работать над записью нового альбома. Для записи устанавливаются очень высокие технические требования, и процесс продвигается медленно. Скрупулёзная работа разделена между тремя студиями — записи проводятся в ориентированной на классическую музыку государственной студии «Jerusalem Music Center» и в небольших, прогрессивных и жестких Тель Авивских студиях «Heavy Studios» и «Bardo». Работа продолжается на протяжении всего 2015 года, периодические живые выступления проходят в Тель-Авиве, Иерусалиме и Кирьят-Малахи.
2016 год музыканты встречают на завершительном этапе работы над новым альбомом, а также снова отправляются на гастроли в Европу, на этот раз в Великобританию.

## Участники группы
- Цафрир Цори — вокал, гитара (2007-по настоящее время)
- Ярив Шило — барабаны, перкуссия (2007-по настоящее время)
- Рой Бен Самуэль — бас-гитара (2012-по настоящее время)
- Лиор Майер — бас (2009—2011)
- Каван — бас (2007—2009)
- Элия Гуэтта — бас (2009)

## Дискография
- Saved By Fear (Сбереженные Страхом) (2010)

## Фотогалерея

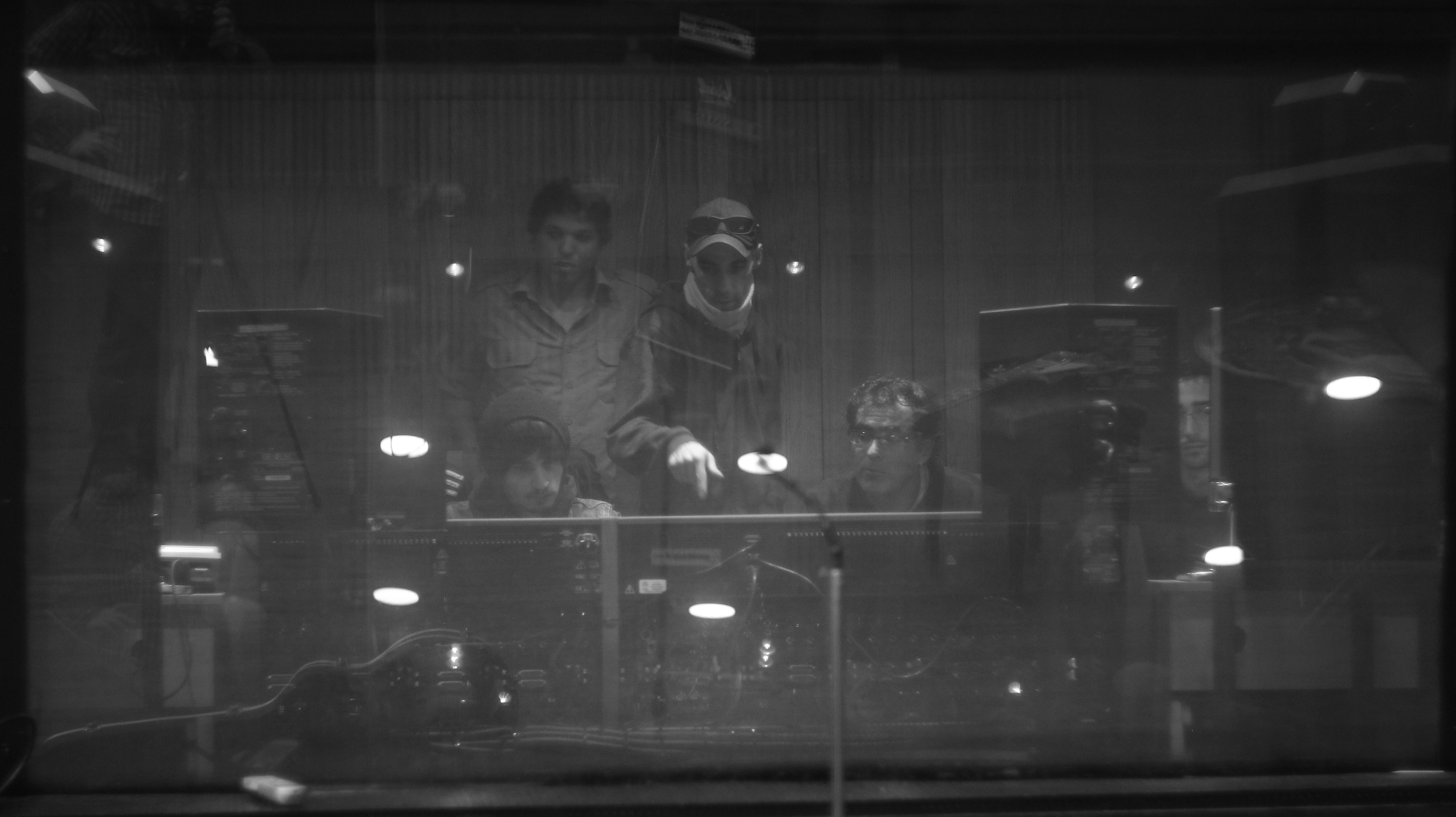
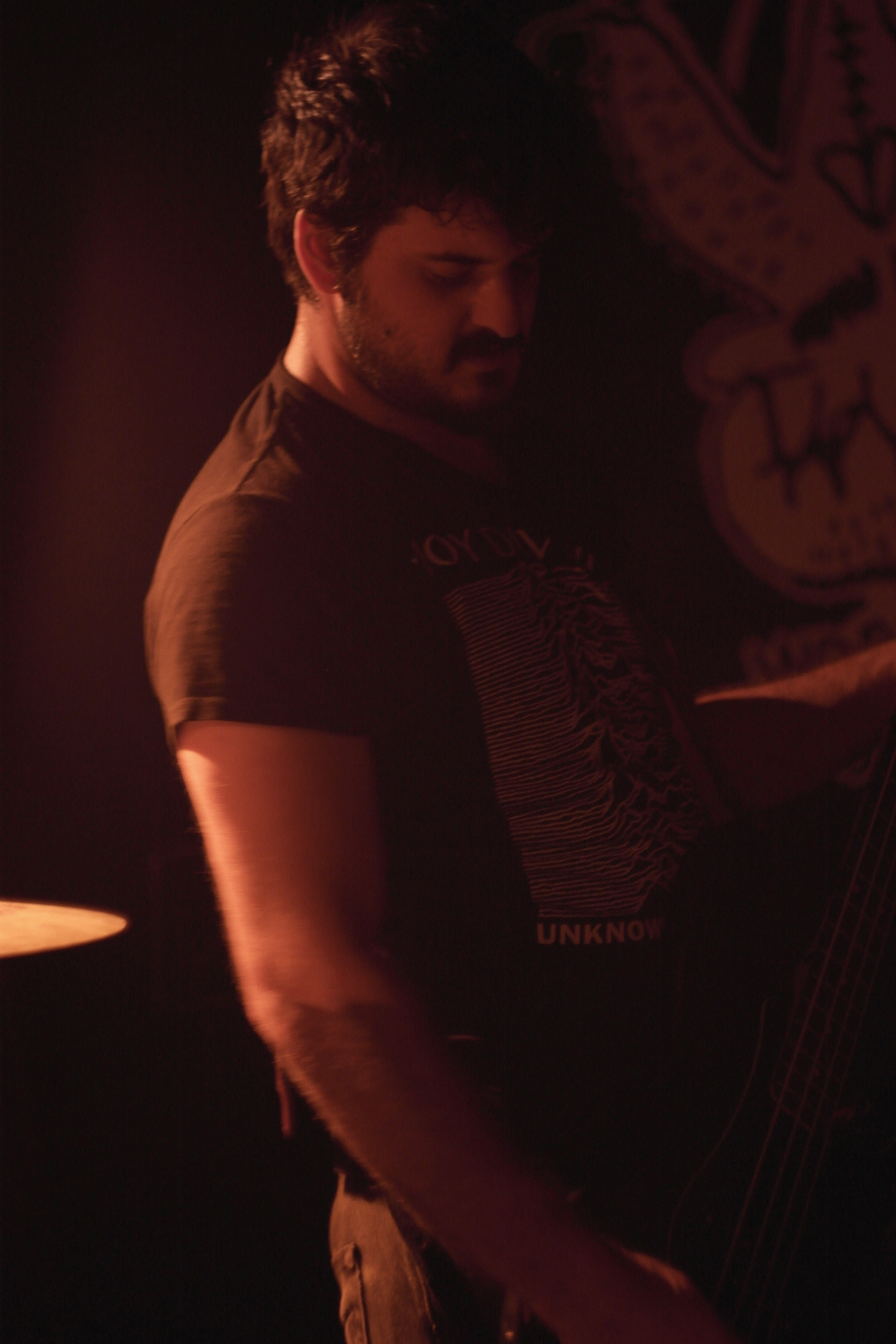
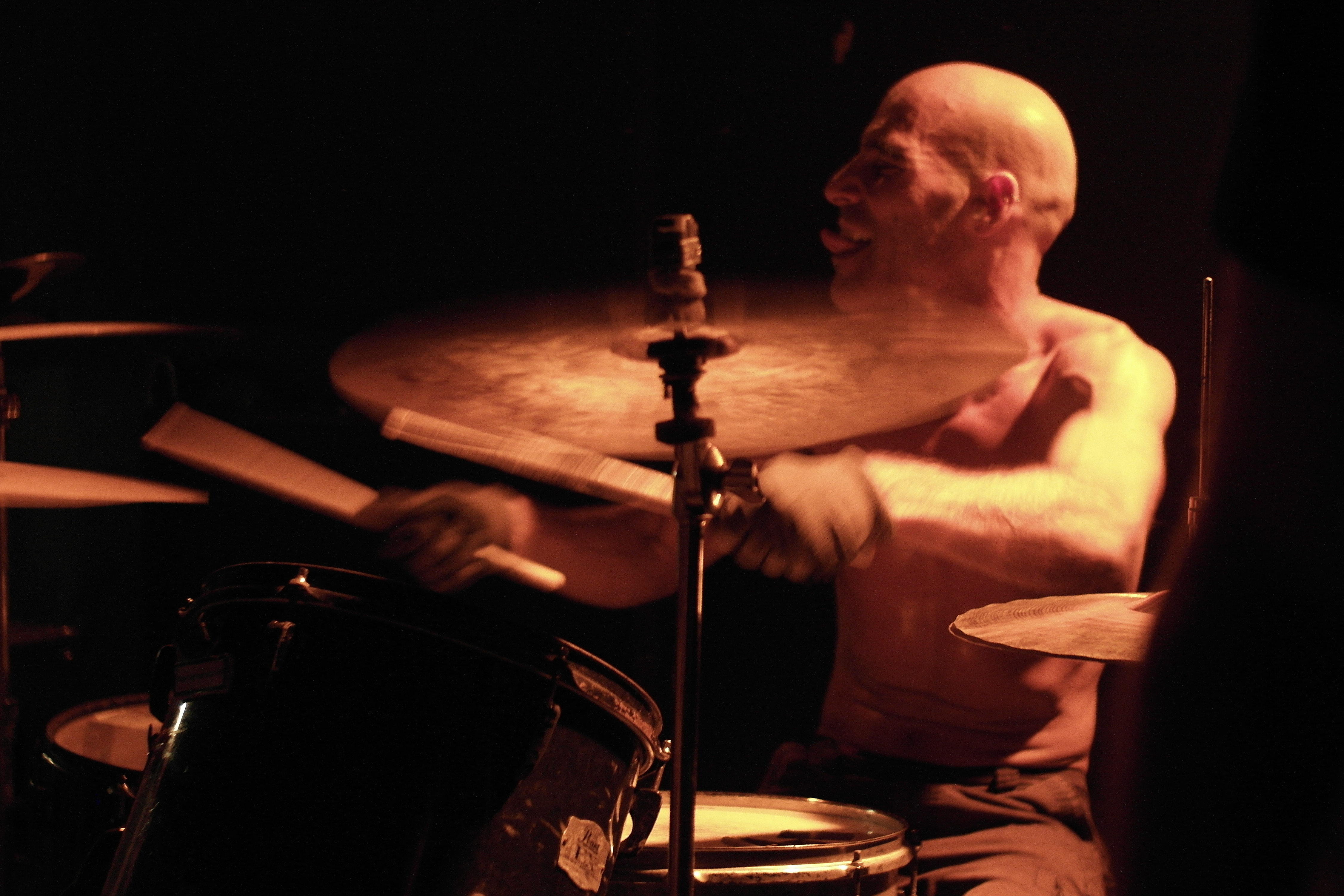
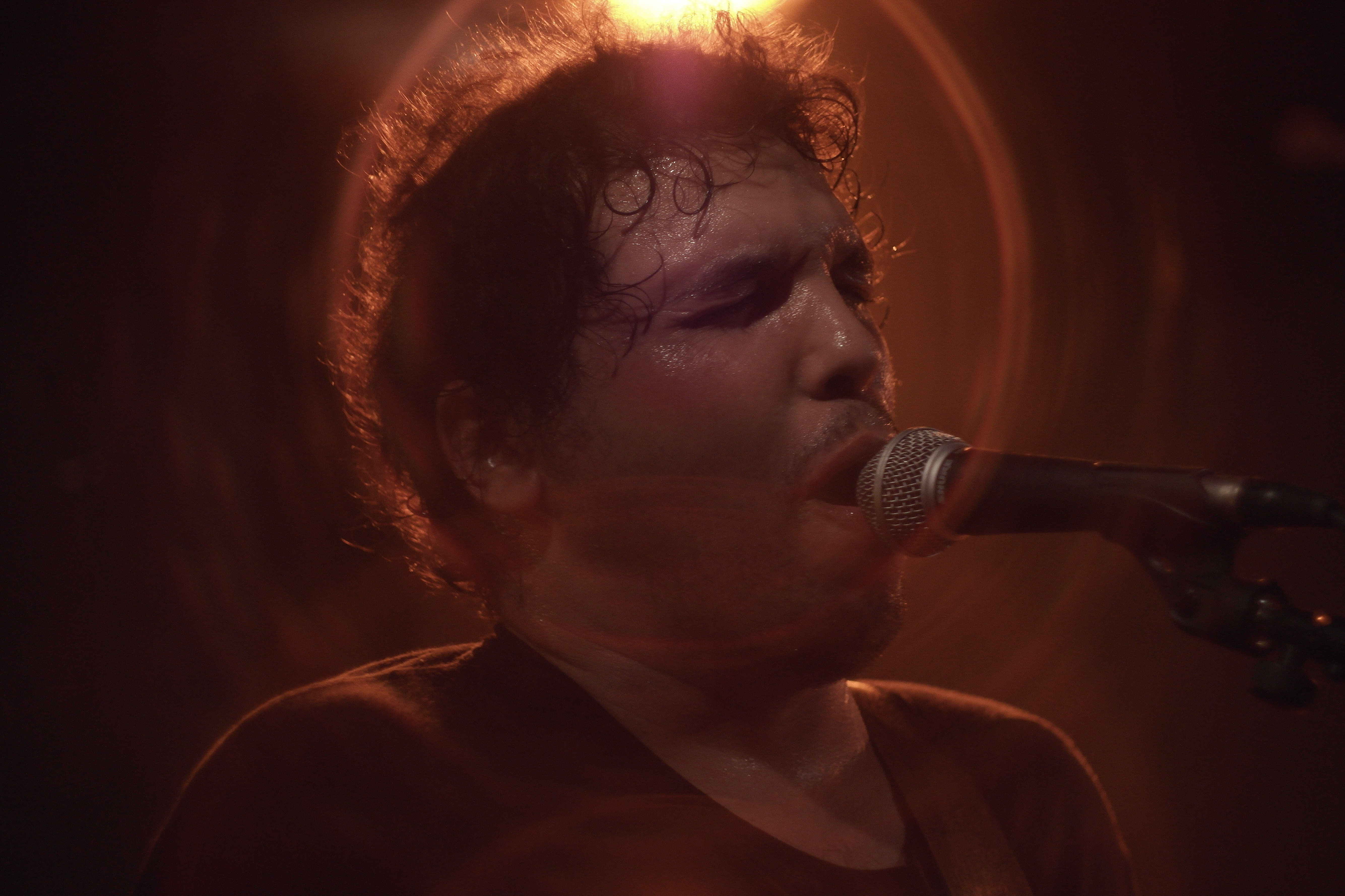